# Блэк, Ньюболд
Эдгар Ньюболд Блэк IV (англ. Edgar Newbold Black, IV; 11 июня 1929, Филадельфия, Пенсильвания — 1 июня 2013) — американский хоккеист на траве, полевой игрок; фигурист, спортивный функционер. Участник летних Олимпийских игр 1956 года, бронзовый призёр Панамериканских игр 1967 года.

## Биография
Ньюболд Блэк родился 11 июня 1929 года в американском городе Филадельфия.
В 1951 году окончил Пенсильванский университет, получив степень в химическом машиностроении. В дальнейшем работал на руководящих должностях в сфере маркетинга — в частности, в компаниях «Бэджер» в Кембридже (Массачусетс) и «Пуллман Келлог» в Хьюстоне.
Играл в хоккей на траве за крикетный клуб «Мэрион» из Хаверфорда.
В 1956 году вошёл в состав сборной США по хоккею на траве на летних Олимпийских играх в Мельбурне, занявшей 12-е место. Играл в поле, провёл 3 матча, мячей не забивал.
В 1967 году завоевал бронзовую медаль хоккейного турнира Панамериканских игр в Виннипеге.
Кроме того, выступал на национальном уровне в соревнованиях по фигурному катанию. Был судьёй по фигурному катанию международного уровня.
Был вице-президентом Олимпийского комитета США, вице-президентом Международной федерации хоккея на траве. В 1964 году возглавлял американскую миссию на зимних Олимпийских играх в Инсбруке.
Умер 1 июня 2013 года.